# 圣尼各老堂 (巴黎第三区)
圣尼各老堂（法語：Église Saint-Nicolas-des-Champs）是一座罗马天主教堂区教堂，位于巴黎第三区圣马丁街254号。其较早的部分，包括西立面，建于1420年－1480年，为哥特式风格；而较晚的部分，包括南门，建于1576年－1586年，为文艺复兴风格。该堂以其文艺复兴风格的雕塑、装饰以及室内的大量法国文艺复兴绘画而闻名。

### 祭坛画

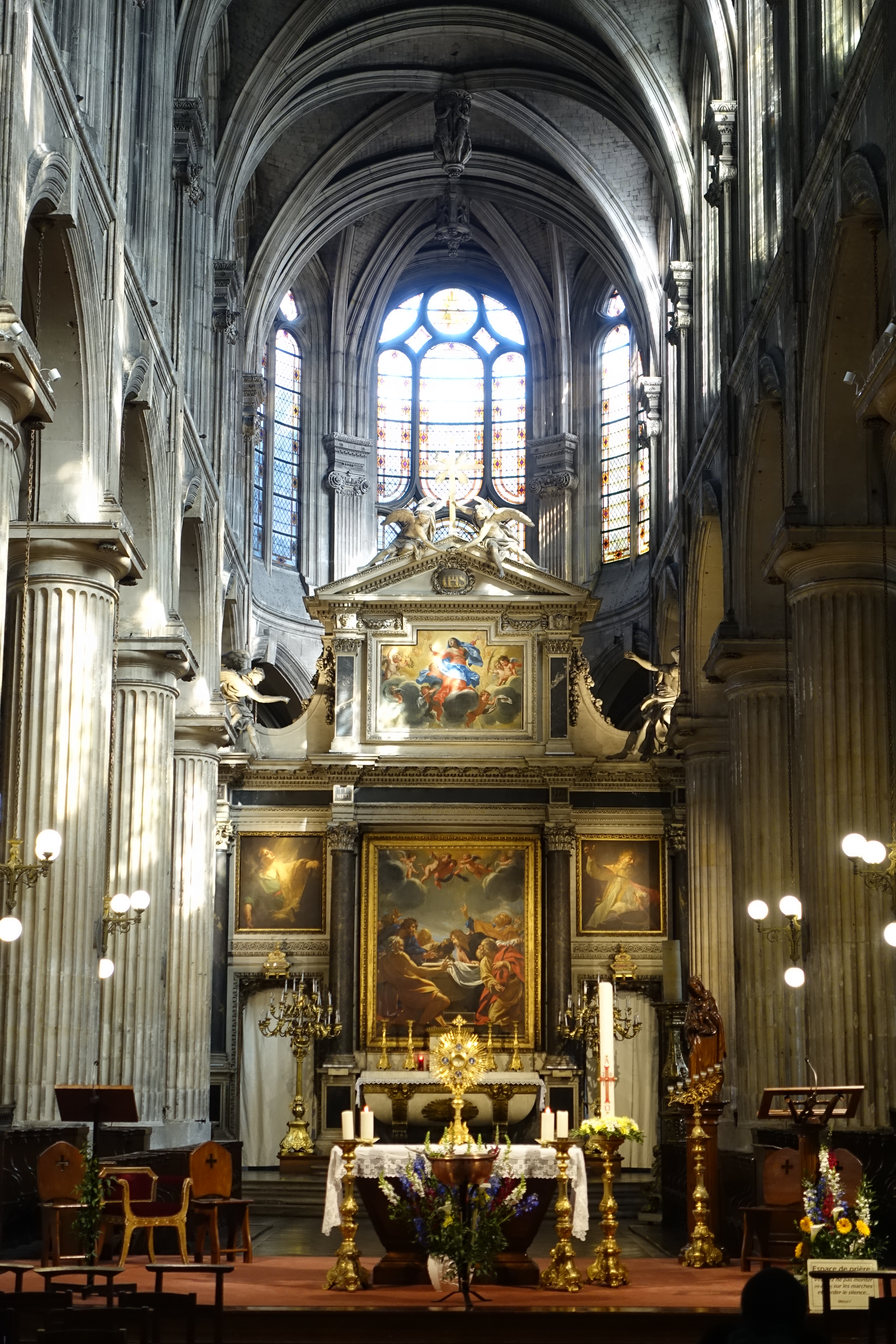
祭坛画
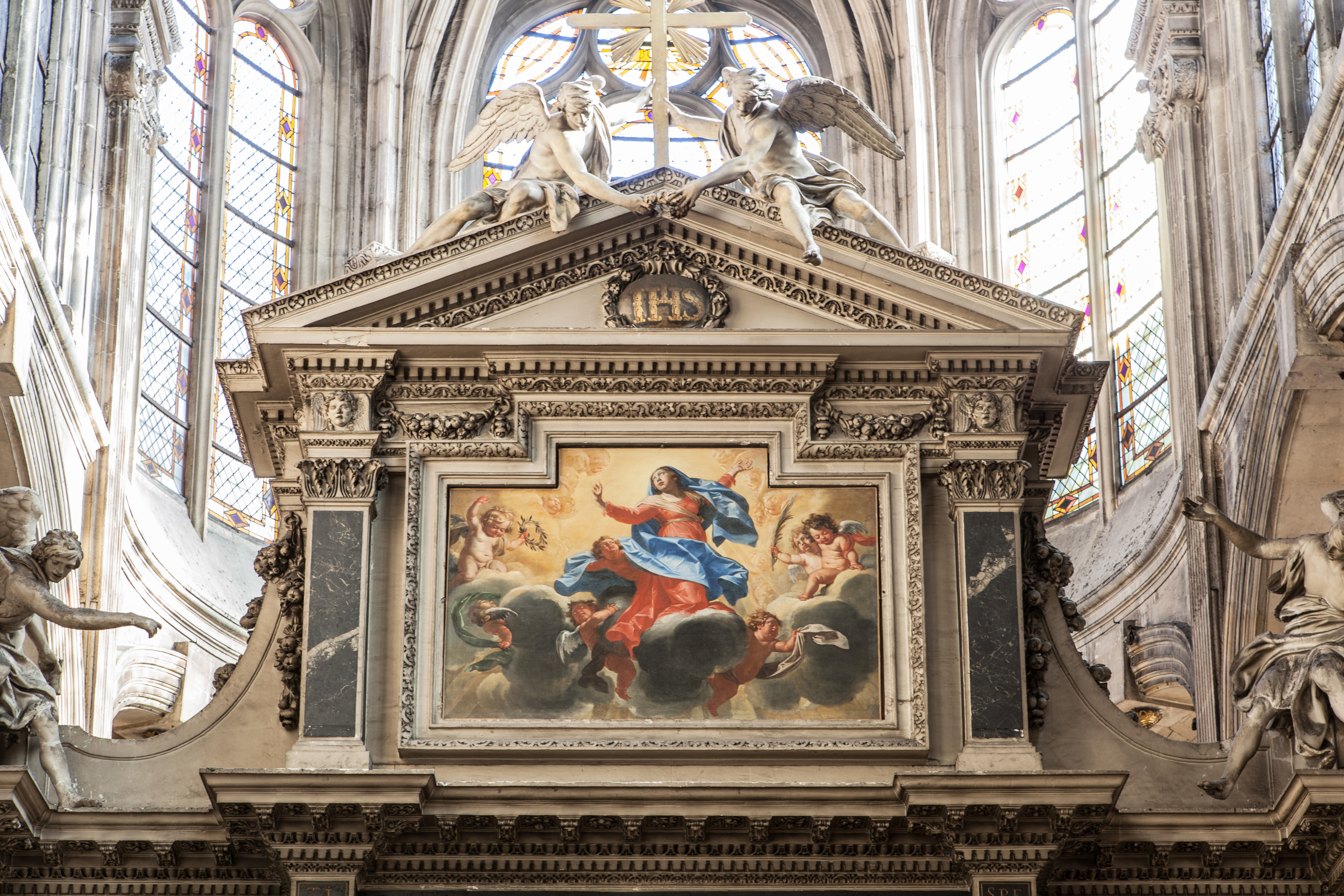
《圣母升天》，西蒙·武埃
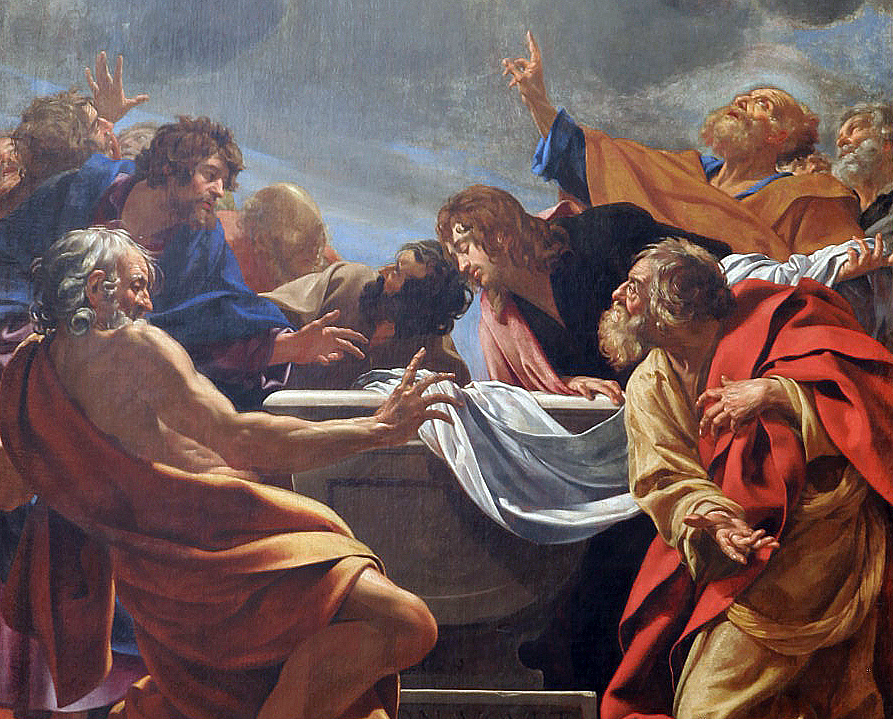
《圣母墓前的使徒们》，西蒙·武埃
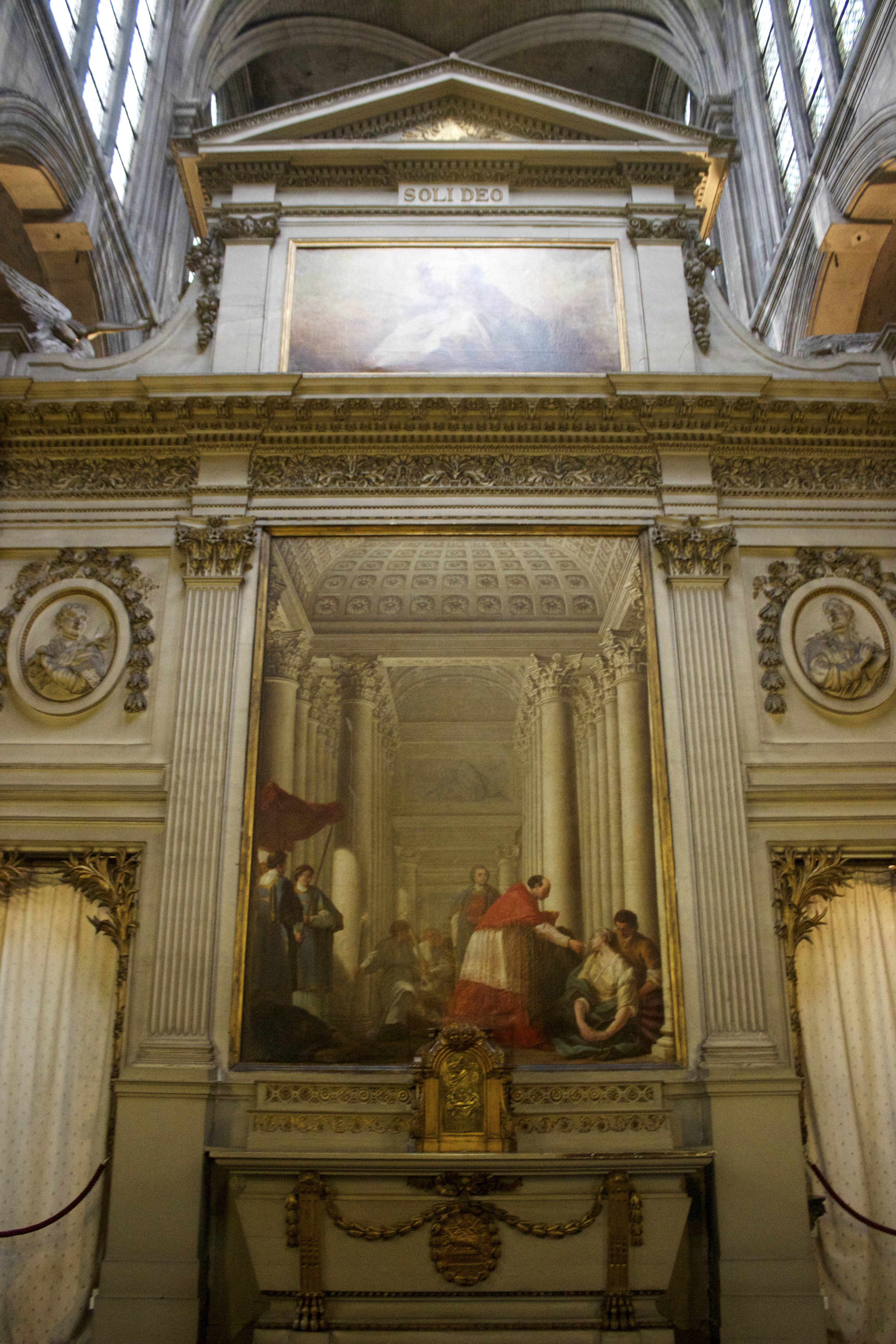

内部最引人注目的特点是祭坛画。它完成于1629年，是巴黎罕见的17世纪大型祭坛画之一。祭坛由雕塑家雅克·萨拉赞（Jacques Sarazin，1592–1660）制作，占据了整个咏经席，采用罗马耶稣会教堂的建筑形式。祭坛上展示了西蒙·武埃（1590–1649）的上下两幅画作：上部的《圣母升天》描绘天堂的荣耀，而下部的画作是 《圣母墓前的使徒们》。一群天使充当了两个主题之间的纽带。